# Horseshoe Canyon
Horseshoe Canyon är en kanjon i Kanada.   Den ligger i provinsen Alberta, i den centrala delen av landet, 2 800 km väster om huvudstaden Ottawa. Horseshoe Canyon ligger 813 meter över havet.
Terrängen runt Horseshoe Canyon är lite kuperad. Trakten runt Horseshoe Canyon är nära nog obefolkad, med mindre än två invånare per kvadratkilometer.. Närmaste större samhälle är Carbon, 17,7 km väster om Horseshoe Canyon.
Trakten runt Horseshoe Canyon består till största delen av jordbruksmark.